# Чиста странка права
Чиста странка права био је хрватска националистичка политичка странка, настала расколом у Странци права 1895. године. Њен политички утицај је био миноран, а имала је подршку Хабзбуршког двора.
ЧСП је заговарала уједињење „хрватских земаља” (хрватско државно право) у оквиру Аустроугарске. Одређени извори је описују као анти-српску.

## Историја
У Странци права 1895. године дошло до сукоба између Анта и Мила Старчевића, Еугена Кумичића и Јосипа Франка са једне стране и Франа Фолнеговића и скупне око њега са друге стране. Фране и његови сљедбеници су се приклонили властодржцима, који су осудили паљење угарске заставе током посјете Франца Јозефа. Тај чин је жесто напао Фолнеговић, који је уједно био и члан градског поглаварства. С обзиром да су Анте Старчевић и његови сљедбеници остали у мањини у странци, он заједно са њима иступа из странке и оснива Чисту странку права.
Анте Старчевић је преминуо 28. фебруара 1896. године и њега на дужности предсједника странке насљедњује Јосип Франк. Странке права и Чиста странке права 1903. године, заједно са Напредном омладином и Независном народном странком, уједињују се у Хрватску странку права, а на дужност предсједника бира се Александар Брешћенски. Станка је убрзо ступила у Хрватско-српску колацију, заједно са Хрватском напредном странком, Српском самосталном странком и осталима, на темељу „политике новог курса”. ЧСП је 11. октобра 1905. године иступио из коалиције због неслагања са политиком безусловног уједињења и давања суверенитета Србима у Хрватској. Након тога, присталице ЧСП се приклањају бечком двору, заговарајући тријализам, макар и у његовом најблаженом облику. Уз то често су нападали Хрватско-српску коалицију и Србе, нарочито послије анексије Босне и Херцеговине 1908. године и током тзв. Велеиздајничког процеса 1909. године. Током тог периода присалице ЧСП су носили назив франковци.
Јосип Франк се од почетка своје политичке каријејере ослонио на надвојводу Франца Фердинанда. Франк се од 1904. године ослањао на аустријске војне и дипломатске кругове, вјерујући да ће они помоћи при рјешавању „хрватског питања”. У ЧСП 1905. године примљен је Исидор Кршњави, који је био међу ријетким присталицама Франкове „бечке” оријентације. Остварење Франкових планова је било веома отежано, јер се ЧСП 1906. године нашла пред новим расколом. Један од разлога је био што је без знања остатка вођства странке преговарао са једним угарским министром, вођом Хришћанске социјалне партије Карлом Лигером, као и због новинских чланака о којима Франа Супила оптужује да плаћеник Београда. Франкови противници су били Миле Старчевић и Анте Павелић, који су тражили да се Франк повуче због дјеловања у своју користи да часопис Хрватско право преда у власништво странке. Након што су га најближи сарадници напустили, Франк се окреће сарадњи са круговима око Франца Фердинанда, те прихвата идеју рјешења хрватског питања стварањем хрватске управне, а не државне, јединице. Бивши Франкови сарадници су то доживјели као издају идеја Анте Старчевића и хрватског државног права.
На изборима 1908. године једини изабрани заступник са листе ЧСП био је Милан Огризовић, након чега се код Франкових сљедбеника, далматинске Странке права и Младохрвата јавља жеља за повратком идејама Анте Старчевића. Због тога је 24. априла 1908. у ЧСП дошло до раскола. Из ЧСП су иступили Миле, Давид и Лука Старчевић, Анте Павелић, Фрањо Курфин и Иван Першић. Ова скупина је основала нову странку под називом Старчевићева странка права (ССП). Након анексије Босне и Херцеговине, ССП се консолидује, а ЧСП отворено служи Рауховом режиму.
Франк је 1909. године тешко оболио и њег политички утицај постаје миноран, а насљеђују га Александар Хорват, Карло Бошњак, Иво Елеговић и Иво и Владимир Франк.
Након пада Рауховог режима, ЧСП је у расулу и великим дуговима. Помоћ им нуди Хрватска хришћанско-социјална странка права (ХХССП), која је отплатила дугове ЧСП, а из политичког живота одстранила породицу Франк. ЧСП се утопила у ХХССП у септембру 1910. године. Предсједник странке је био Александар Хорват, а потпредсједник Владимир Пребег. Програм странке је био остварење хрватске државности кроз тријалистичко уређење Монархије.
Након смрти Јосипа Франка 17. децембра 1911. године долази до уједињења свих правашких странака, укључујући и далматинске и истарске правашке странке и Младохрвате у Свеправашку организацију. Уједињењу није приступила Хрватска странка права. Свеправачка организација је постојала до 1913. године, када је дошло до поновног раскола међу правачким странкама.